# سیارک ۴۸۶۸۱
سیارک ۴۸۶۸۱ (به انگلیسی: 48681 Zeilinger، نامگذاری:1996BZ) چهل و هشت هزار و ششصد و هشتاد و یکمین سیارک کشف شده‌است که در ۲۱ ژانویه ۱۹۹۶ کشف شد.